# Aguelhok
Aguelhok o Adjelhoc (su nombre oficial) es una comuna rural y localidad de la Región de Kidal, en el este de Malí, que forma parte del Círculo de Tessalit. En el censo realizado en 2009, la comuna tenía una población de 8.080 habitantes.

## Geografía
Adjelhoc está situada en el norte del Valle de Tilemsi. Ubicada en el macizo de arenisca del Adrar de los Ifoghas, Adjelhoc se encuentra 430km al norte de Gao y 150km al sur de la frontera con Argelia, en pleno desierto. 
El área de la comuna tiene aproximadamente 22.000km², el equivalente a Belice.
Su población es en un 95% tuareg. La mayoría tiene un estilo de vida nómada.

## Captura por Ansar Dine
En marzo de 2012, el grupo islamista Ansar Dine afirmó haber capturado la base militar de Aguelhok de manos del Gobierno de Malí. Francia acusó al grupo de habrer ejecutado sumariamente a 82 soldados y civiles tras la captura, describiendo la táctica del grupo de ser "del estilo de Al-Qaeda".
El 29 de julio, los islamistas lapidaron a una pareja hasta la muerte por haber tenido un hijo fuera del matrimonio. Un funcionario informó que muchas personas habían dejado la localidad para instalarse en Argelia tras el incidente.